# Fontanes-du-Causse
Ne doit pas être confondu avec Fontanes (Lot).
Pour les articles homonymes, voir Fontanes.
Fontanes-du-Causse est une ancienne commune française située dans le département du Lot, dans l'ancienne région Midi-Pyrénées, devenue, le 1er janvier 2016, une commune déléguée de la commune nouvelle de Cœur-de-Causse, dans la nouvelle région Occitanie. 
Les habitants de Fontanes-du-Causse sont les Fontanois et les Fontanoises.

## Géographie
Commune située dans le Quercy, à 145km de Toulouse.

### Communes limitrophes
| Montfaucon                       | Le Bastit          | Lunegarde |
| Labastide-Murat (Cœur de Causse) | Fontanes-du-Causse | Durbans   |
|                                  | Caniac-du-Causse   | Quissac   |

## Toponymie
Attestée sous la forme Fontanes-Lunegarde jusqu'en 1933.
Le toponyme Fontanes est basé sur le latin populaire fontana qui désigne une source ou une fontaine.
Causses vient de l'occitan cauçe « terre calcaire pierreuse ».

## Histoire
En 1863, la commune est créée à partir de sections détachées du Bastit et prend le nom de Fontanes-Lunegarde. En 1933, Lunegarde est détachée de Fontanes qui devient Fontanes-du-Causse.

## Politique et administration
| Période                                  | Période  | Identité         | Étiquette | Qualité |
| ---------------------------------------- | -------- | ---------------- | --------- | ------- |
| 1801                                     | 1809     | Antoine Durieux  |           |         |
| 1864                                     | 1872     | Charles Majecaze |           |         |
| 1872                                     | 1876     | Victor Fau (du)  |           |         |
| 1876                                     | 1881     | Léon Capele      |           |         |
| 1881                                     | 1884     | Jean Gras        |           |         |
| 1884                                     | 1902     | Majecaze         |           |         |
| juin 1995                                | En cours | Chantal Méjecaze | SE        |         |
| Les données manquantes sont à compléter. |          |                  |           |         |

## Démographie
| 1793 | 1800 | 1866 | 1872 | 1876 | 1881 | 1886 | 1891 | 1896 |
| ---- | ---- | ---- | ---- | ---- | ---- | ---- | ---- | ---- |
| 168  | 186  | 594  | 610  | 592  | 561  | 551  | 536  | 461  |

| 1901 | 1906 | 1911 | 1921 | 1926 | 1931 | 1936 | 1946 | 1954 |
| ---- | ---- | ---- | ---- | ---- | ---- | ---- | ---- | ---- |
| 457  | 393  | 342  | 314  | 253  | 114  | 116  | 105  | 119  |

| 1962 | 1968 | 1975 | 1982 | 1990 | 1999 | 2005 | 2010 | 2013 |
| ---- | ---- | ---- | ---- | ---- | ---- | ---- | ---- | ---- |
| 107  | 95   | 86   | 95   | 67   | 72   | 68   | 75   | 74   |

## Lieux et monuments
- Le dolmen de Combescure (aussi appelé Dolmen du Douyounet) : dolmen encore totalement enserré dans son tumulus  (16 mètres de diamètre pour 2,5 mètres de haut), la table est une belle dalle de calcaire (4 mètres de long par 3,40 mètres de large) d'un poids estimé à environ 20 tonnes. 44° 40′ 17″ N, 1° 38′ 22″ E

- Le dolmen de la Pierre-Levée de Nougayrac : le dolmen dispose d'une table (3,70 mètres de long par 2,50 mètres de large et épaisse de 70 centimètres environ) dont le poids est estimé à 14 tonnes. Classé MH (1989) Notice no PA00095091

- L'église Sainte-Anne de Fontanes-du-Causse, rebâtie en 1841 sur des fondations anciennes. Vitraux de 1900.

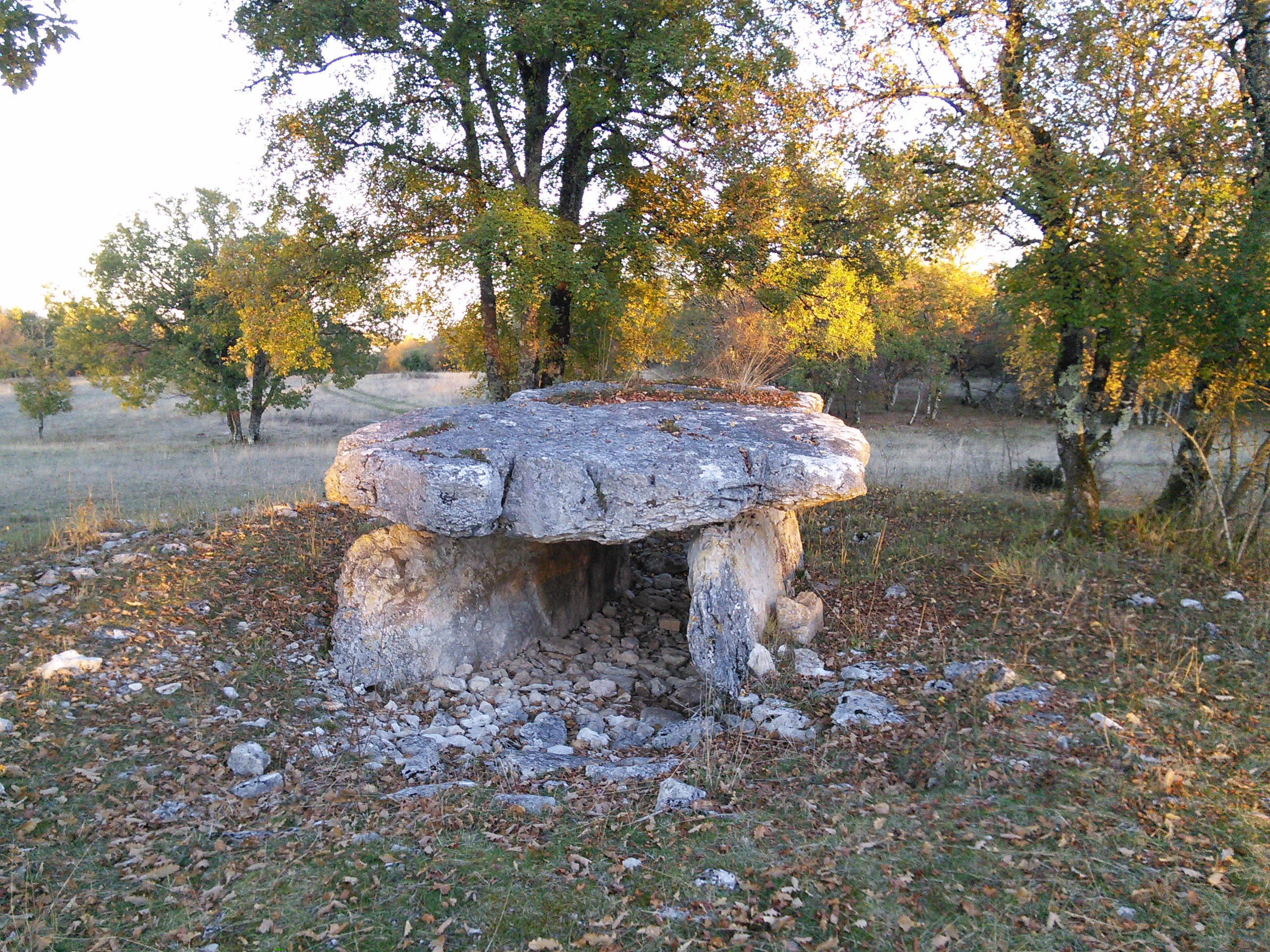
Dolmen de Nougayrac.